# Walter Joseph Hickel
Walter Joseph „Wally” Hickel (ur. 18 sierpnia 1919, zm. 7 maja 2010) – amerykański polityk.
Walter Hickel urodził się 18 sierpnia 1919 w Ellinwood w stanie Kansas. W 1966 został wybrany gubernatorem stanu Alaska z ramienia Partii Republikańskiej. W 1969 ustąpił z urzędu, aby objąć urząd sekretarza ds. zasobów wewnętrznych w gabinecie prezydenta Richarda Nixona. Mianowanie Hickela na to stanowisko wywołało protesty obrońców przyrody z powodu jego długoletnich związków z przemysłem naftowym. W 1970 ustąpił z urzędu, poróżniony z Nixonem. Pęknięcie nastąpiło na tle prowadzonej przez prezydenta polityki w Wietnamie. Hickel krytykował prezydenta w liście doń skierowanym (kopię dostarczył prasie) za to i za nieszanowanie prawa młodzieży do protestów antywojennych i nie tylko.
W 1990 został ponownie wybrany gubernatorem z ramienia secesjonistycznej partii Partii Niepodległości Alaski. Ponownie przystąpił do republikanów w kwietniu 1994. W tym też roku wygasł jego mandat.